# Schnurbein (Adelsgeschlecht)

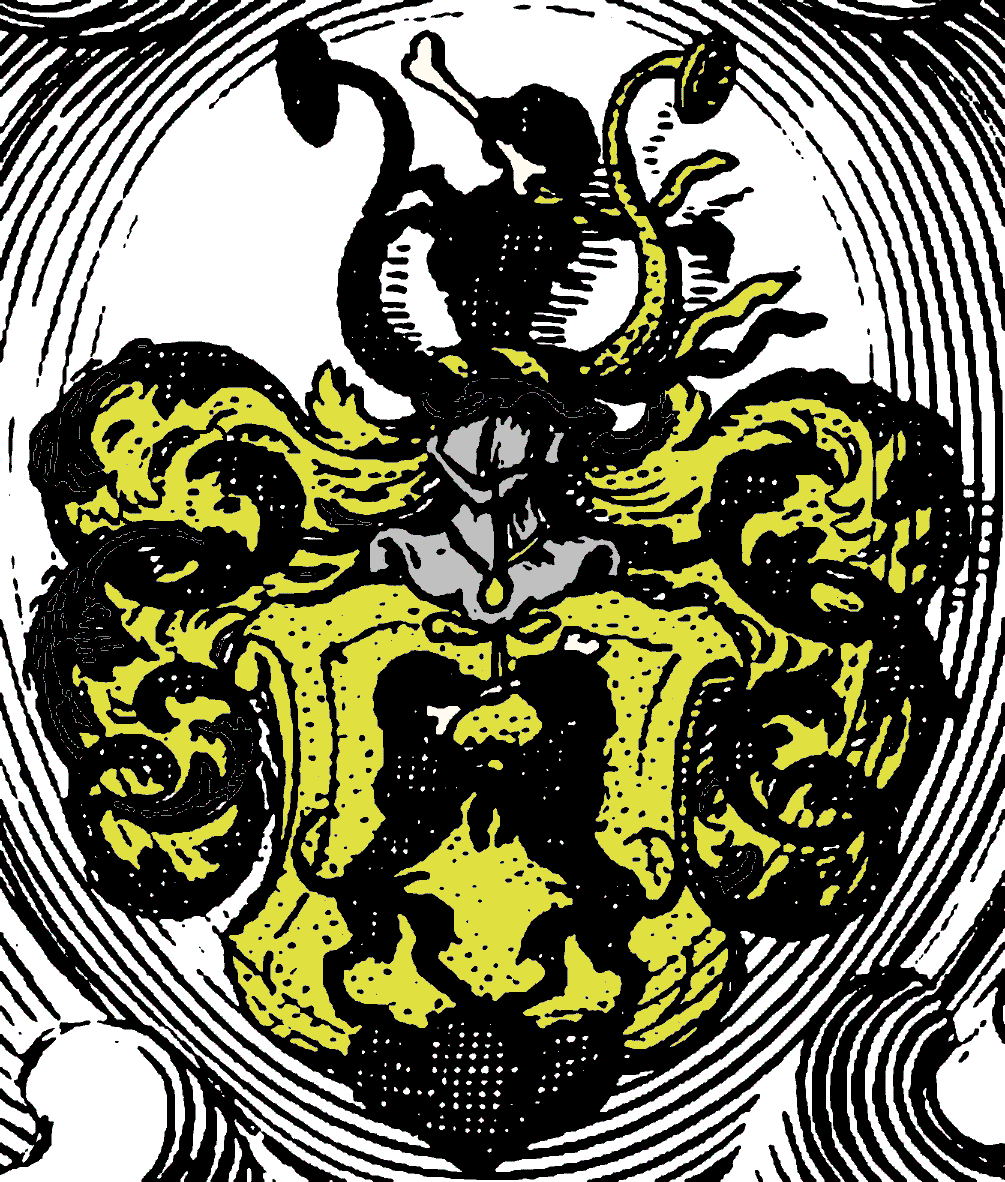
Stammwappen derer von Schnurbein (Darstellung 1690)

Schnurbein ist ein aus Südtirol stammendes evangelisches Geschlecht, das 1697 in den Adelstand erhoben wurde.

## Geschichte
Die Stammreihe beginnt mit Pancraz Schnurpein aus Niederdorf im Pustertal. Sein Sohn, Nicolaus Schnurpein († 1607), wurde 1568 Bürger in Brixen. Dessen Sohn Balthasar I. Schnurbein (1578–1635) kam Ende 1593 nach Augsburg, wo er als Kaufmann tätig war. Er erwarb das Bürgerrecht durch Heirat mit Felicitas Bühler, Tochter des Wollhändlers Hans Georg Bühler. 1606 erhielt der Kaufmann einen Kaiserlichen Wappenbrief. Seit 1619 gehörte er als Vertreter der Kaufleute Augsburger Konfession dem Großen Rat an, 1625 übernahm er die Handelsfirma Stierlin. Die Augsburger Linie war im Seiden- und Silberhandel äußerst erfolgreich.
Der Enkel von Balthasar I. Schnurbein, Balthasar III. Schnurbein (1645–1711), kam 1680 in den Inneren Rat der Reichsstadt Augsburg und wurde 1697 in Wien von Kaiser Leopold I. in den erblichen Reichsadelstand erhoben. Er begann 1704 mit dem Erwerb des Allodialgutes Meitingen den Schnurbeinschen Grundbesitz außerhalb der Reichsstadt Augsburg und nannte sich dann Schnurbein von und zu Meitingen. 1711 kaufte er Weiler und Gut Deuringen. Die Söhne wurden durch Heiraten zunächst Mehrer der Gesellschaft, und 1706 waren die Schnurbein dann in das Augsburger Patriziat, zu den Geschlechtern, aufgenommen worden. Mit anderen evangelischen Augsburger Familien gründeten die von Schnurbein 1751 die „Patriziatsstiftung zur Unterstützung hilfsbedürftiger Witwen und Nachkommen“.

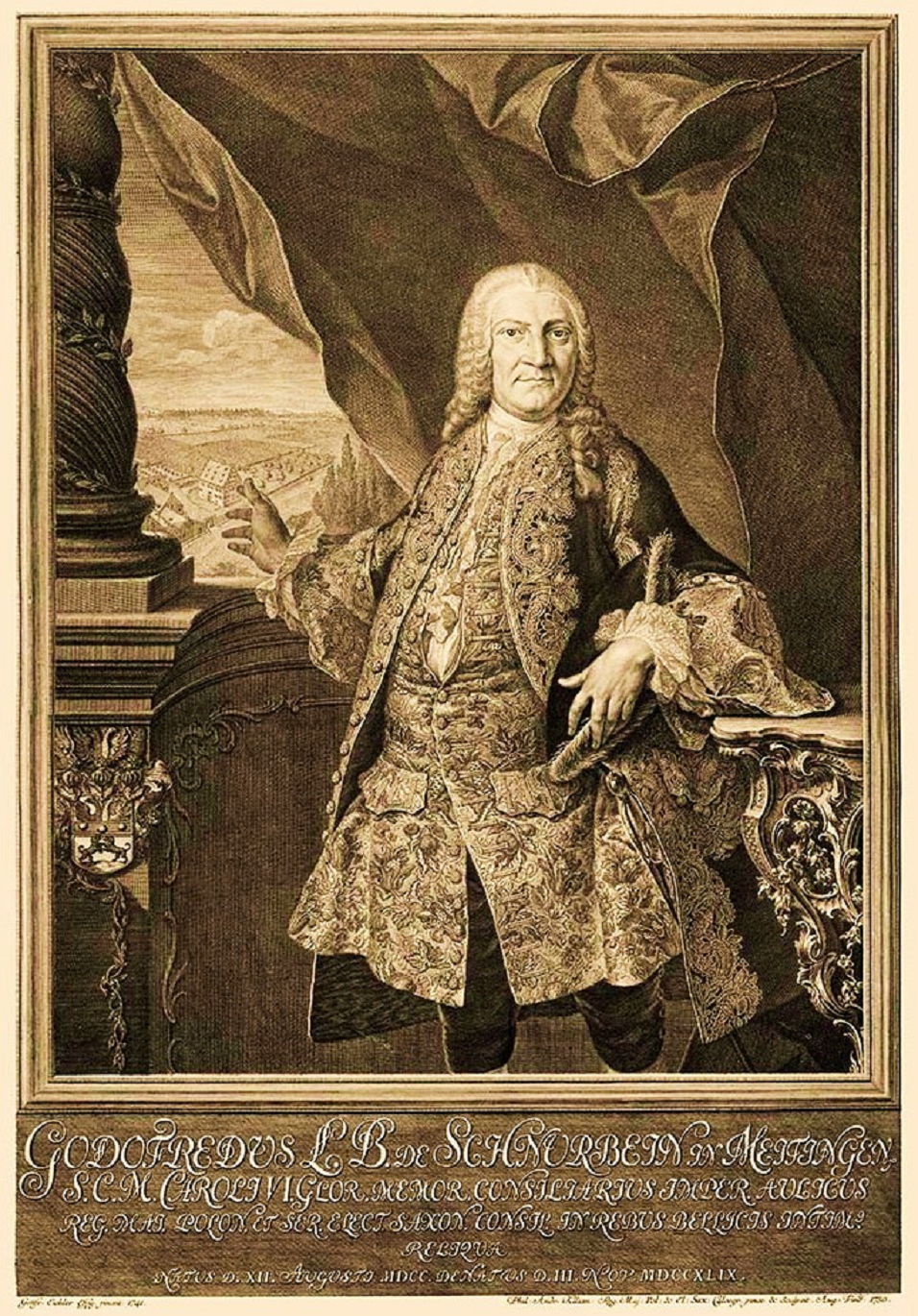
Freiherr Gottfried Schnurbein von und zu Meitingen (1741)

Gottfried von Schnurbein (1700–1749) war seit 1723 im Dienst der Dresdner Hofkanzlei. 1728 avancierte er zum Legationssekretär in Wien, um 1731 Geheimagent Prinz Eugens und des kursächsischen Hofes in München zu werden. 1733–1747 war er kursächsischer Vertreter in Augsburg, 1741 hatte ihn Kurfürst Friedrich August II. von Sachsen, auch König von Polen, in seiner Eigenschaft als Reichsvikar in den Reichsfreiherrnstand erhoben. Damals trug Gottfried von Schnurbein auch den Titel eines königlich polnischen und kurfürstlich sächsischen Geheimen Kriegsrats.
Das Geschlecht wurde 1813 im Königreich Bayern bei der Freiherrnklasse immatrikuliert und besteht heute in den Linien Schnurbein-Hurlach und Schnurbein-Hemerten.

## Wappen
Das redende Stammwappen (Kaiserlicher Wappenbrief 1606) des Geschlechts zeigt in Gold auf schwarzem Dreiberg zwei gegeneinander aufgerichtete schwarze Bracken, die beide an einem an einer Schnur aufgehängten Knochen (Bein) zerren. Auf dem Helm mit schwarz-goldenen Decken eine wachsender schwarzer Bracke, einen Knochen im Maul, zwischen einem schwarzen und einem goldenen Büffelhorn.
Das Adelswappen (1697) zeigt im Schild wie das Stammwappen, allerdings mit rotem Dreiberg, zusätzlich ein blaues Schildhaupt, belegt mit drei (2:1) goldenen Kugeln. Auf dem bekrönten Helm die Bracke wie beim Stammwappen, allerdings zwischen einem offenen Flug, rechts golden-rot, links blau-golden geteilt.
Das freiherrliche Wappen von 1741 ist durch einen mit drei (2:1) goldenen Kugeln belegten blauen Balken geteilt; oben in von Gold und Rot gespaltenen Felde ein wachsender, von Schwarz und Silber gespaltener Doppeladler, unten in Gold auf grünem Dreiberg befinden sich zwei gegeneinander aufgerichtete schwarze Bracken, die an einem Knochen zerren. Freiherrnkrone und drei gekrönte Helme; auf dem rechten mit blau-goldenen Decken ein geschlossener, vorn mit drei Kugeln belegter, hinten goldener Flug, auf dem mittleren mit schwarz-silbernen Decken der wachsende Doppeladler (gekrönt), auf dem linken schwarz-goldenen Decken ist eine Bracke wachsend mit dem Knochen im Maul.

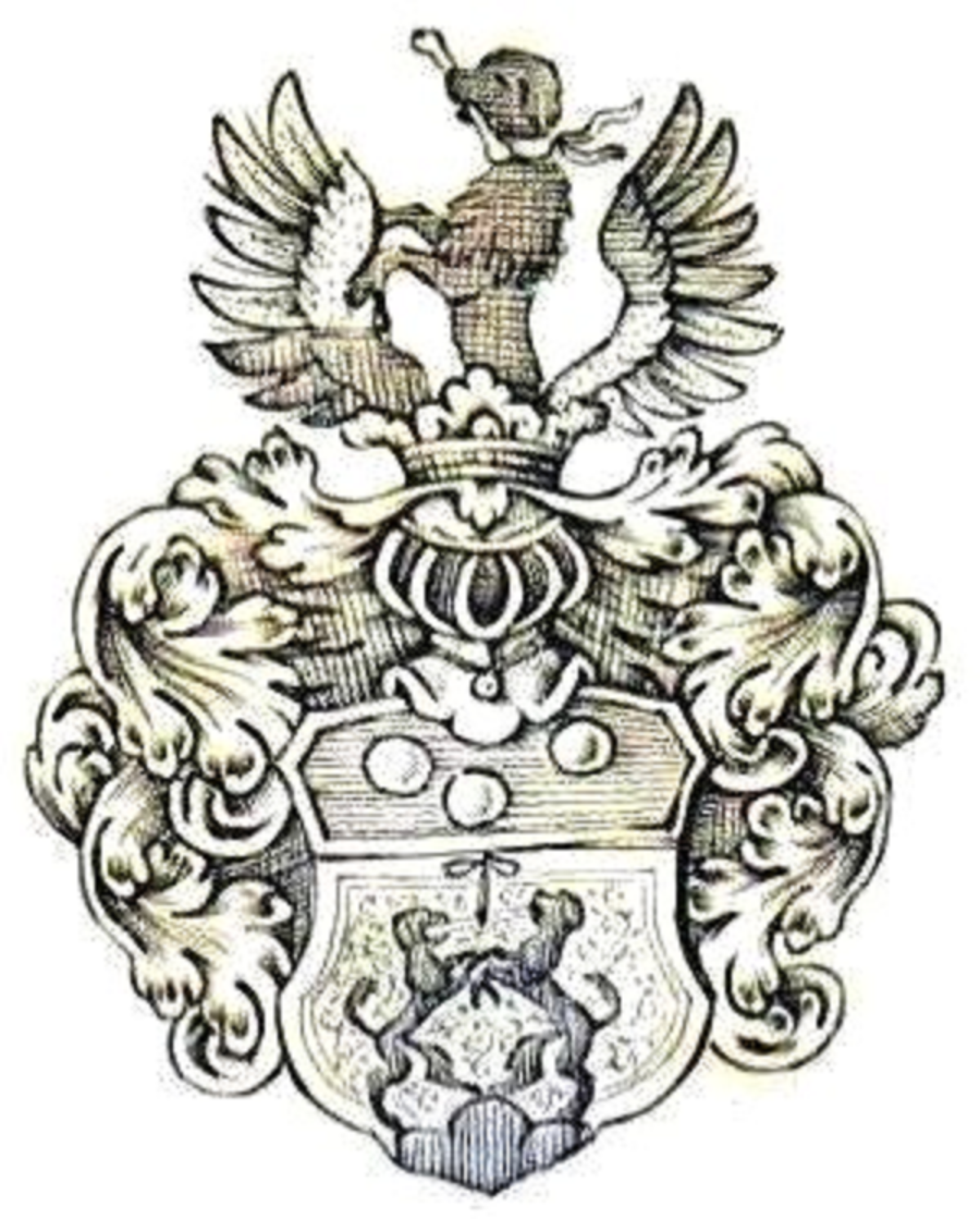
Wappen derer von Schnurbein (Darstellung um 1710)
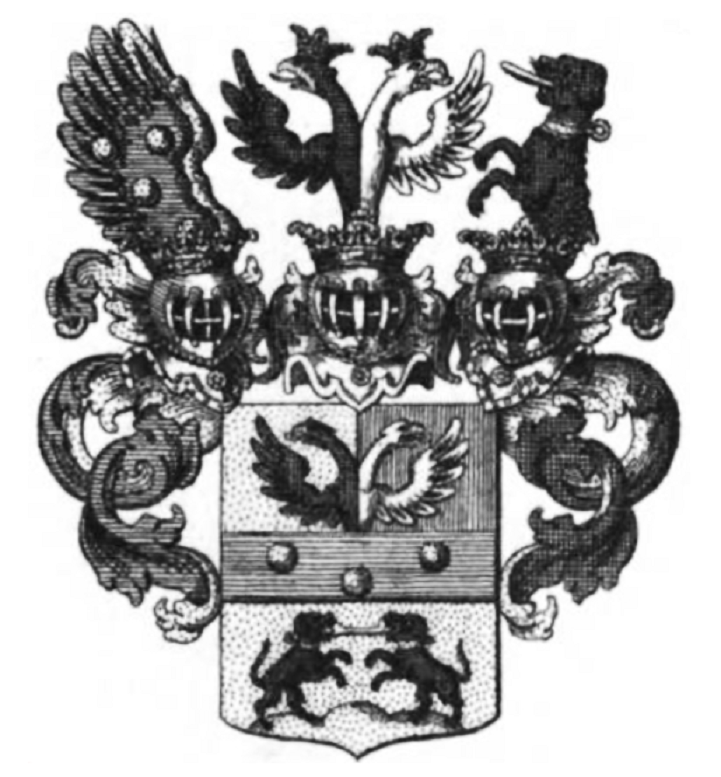
Wappen der Freiherren von Schnurbein im Wappenbuch des gesammten Adels des Königreichs Baiern (1821)
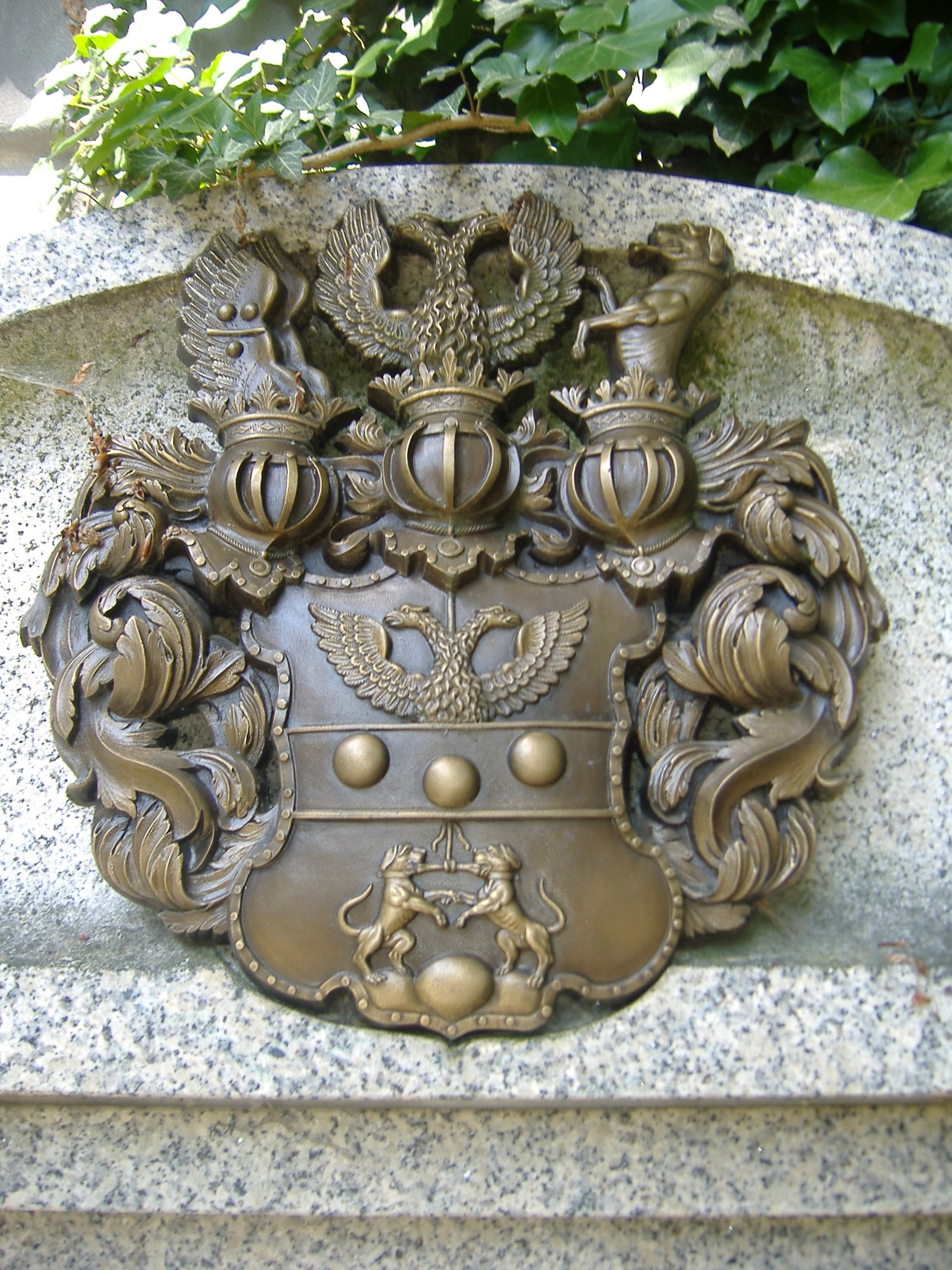
Wappen der Freiherren von Schnurbein auf dem Familiengrab
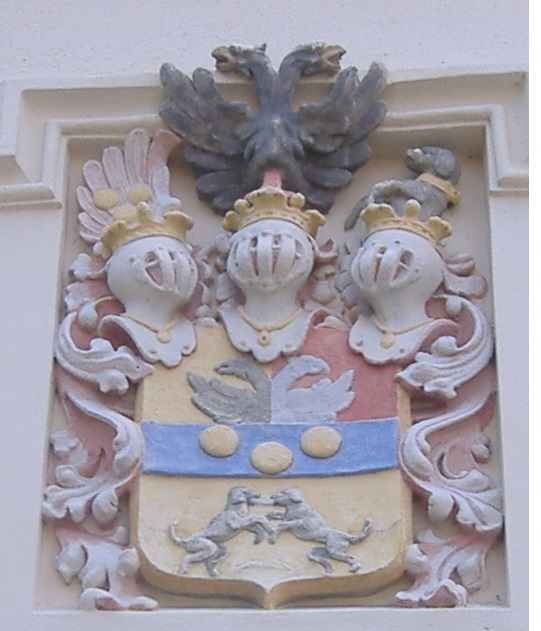
Wappen über dem Portal von Schloss Hurlach

## Gebäude und Denkmale

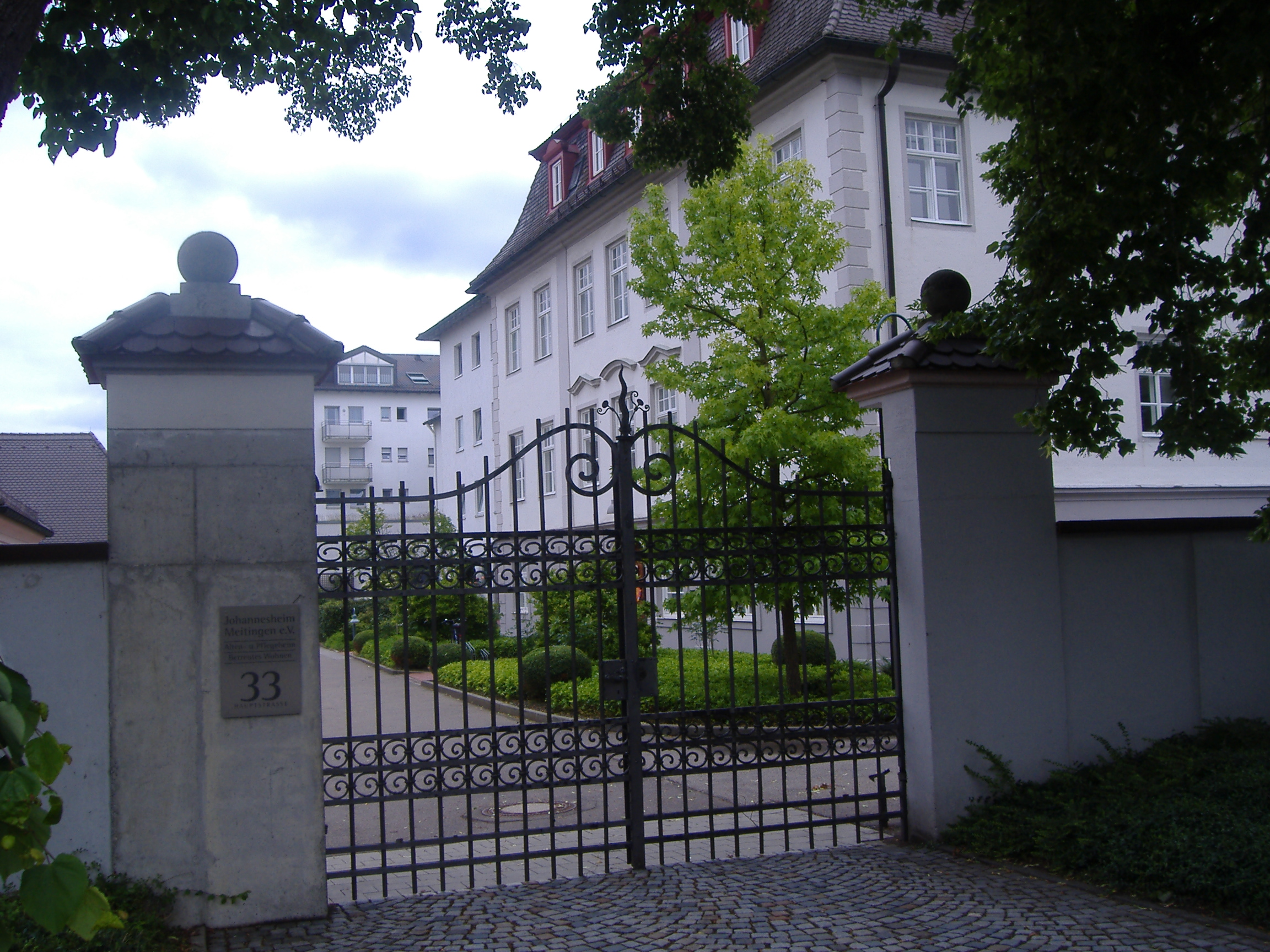
Ehemaliges Schloss derer von Schnurbein in Meitingen
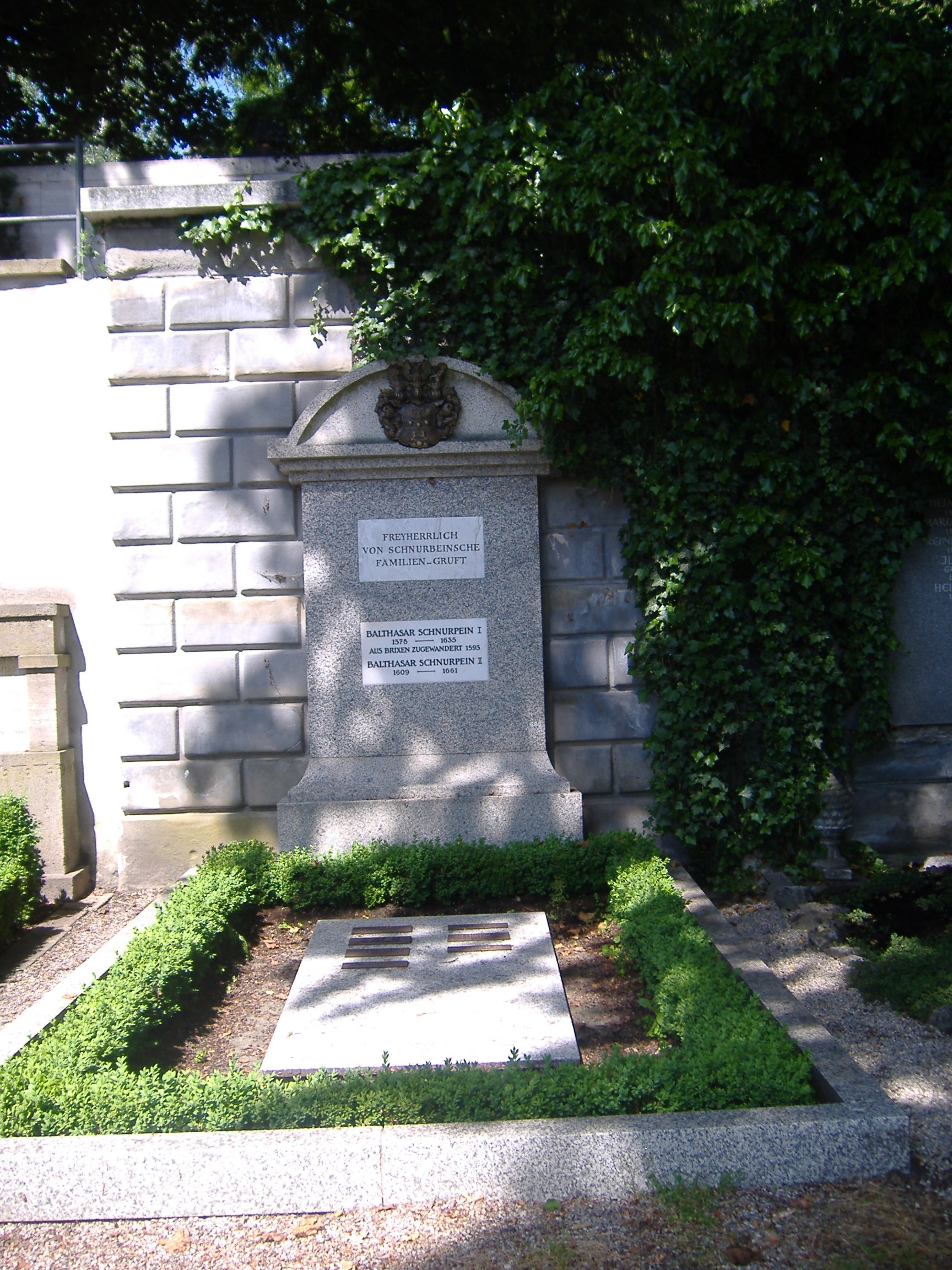
Familiengrab auf dem Protestantischen Friedhof Augsburg
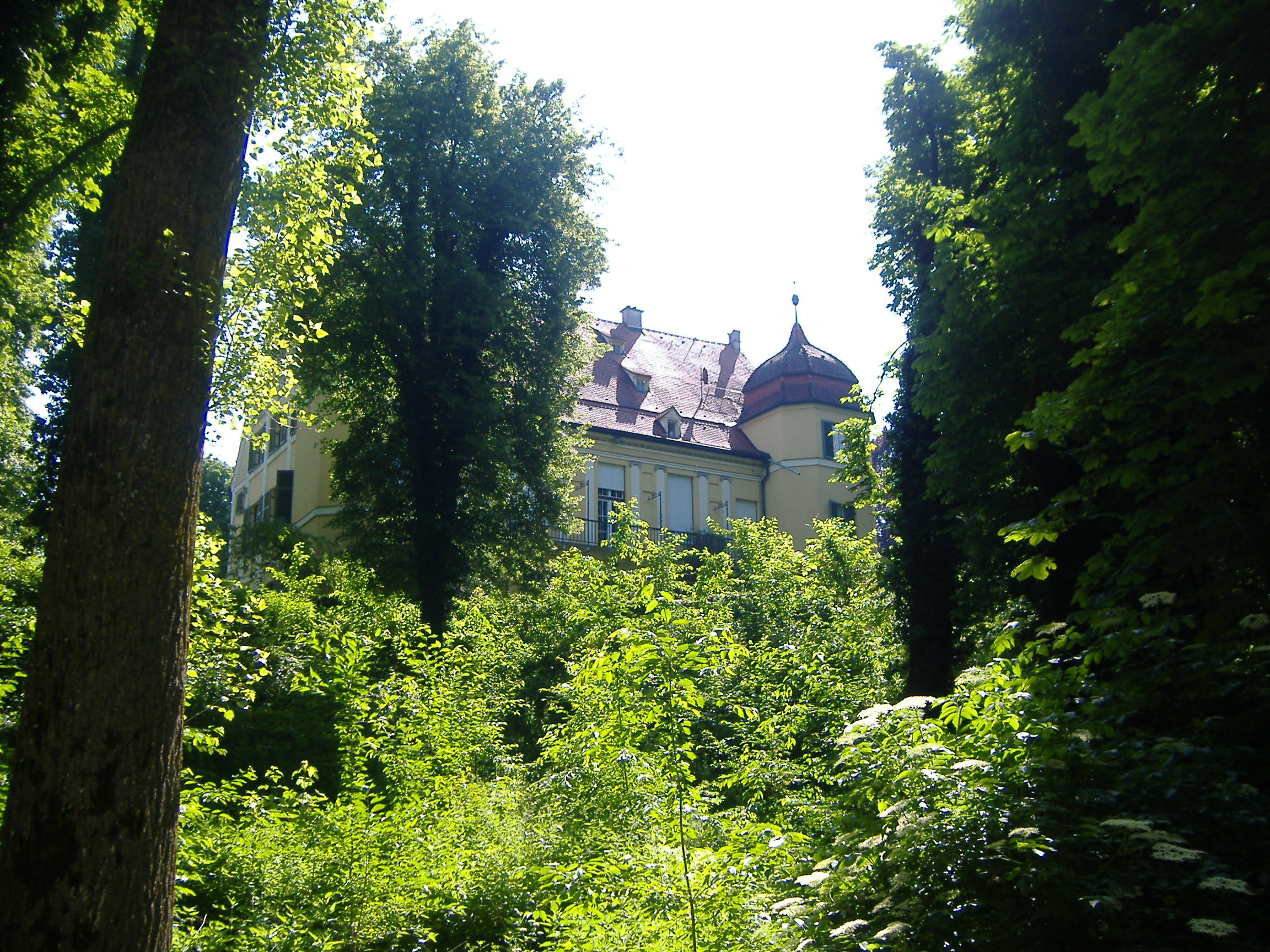
Neues Schloss Gut Hemerten
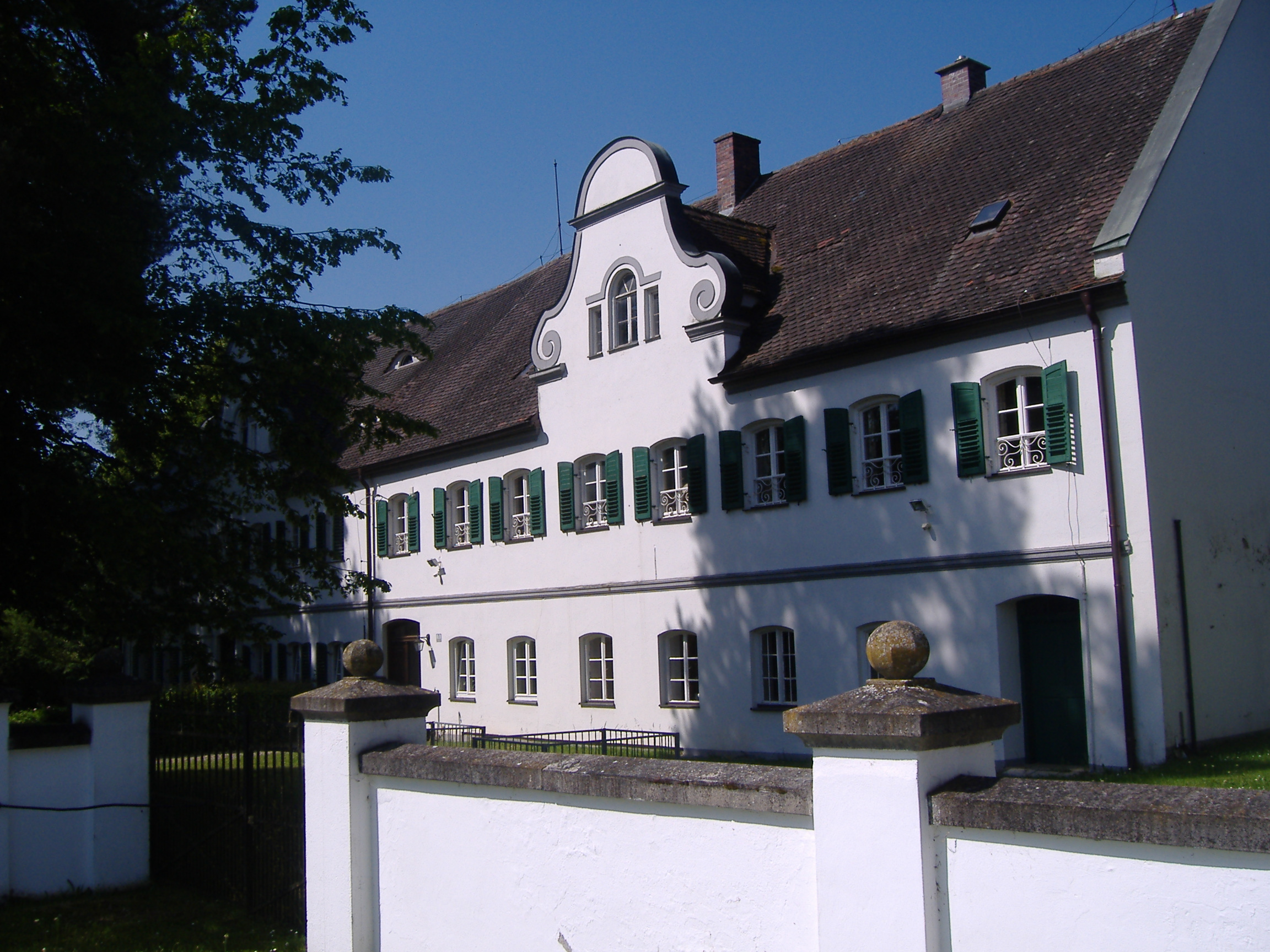
Altes Schloss Gut Hemerten
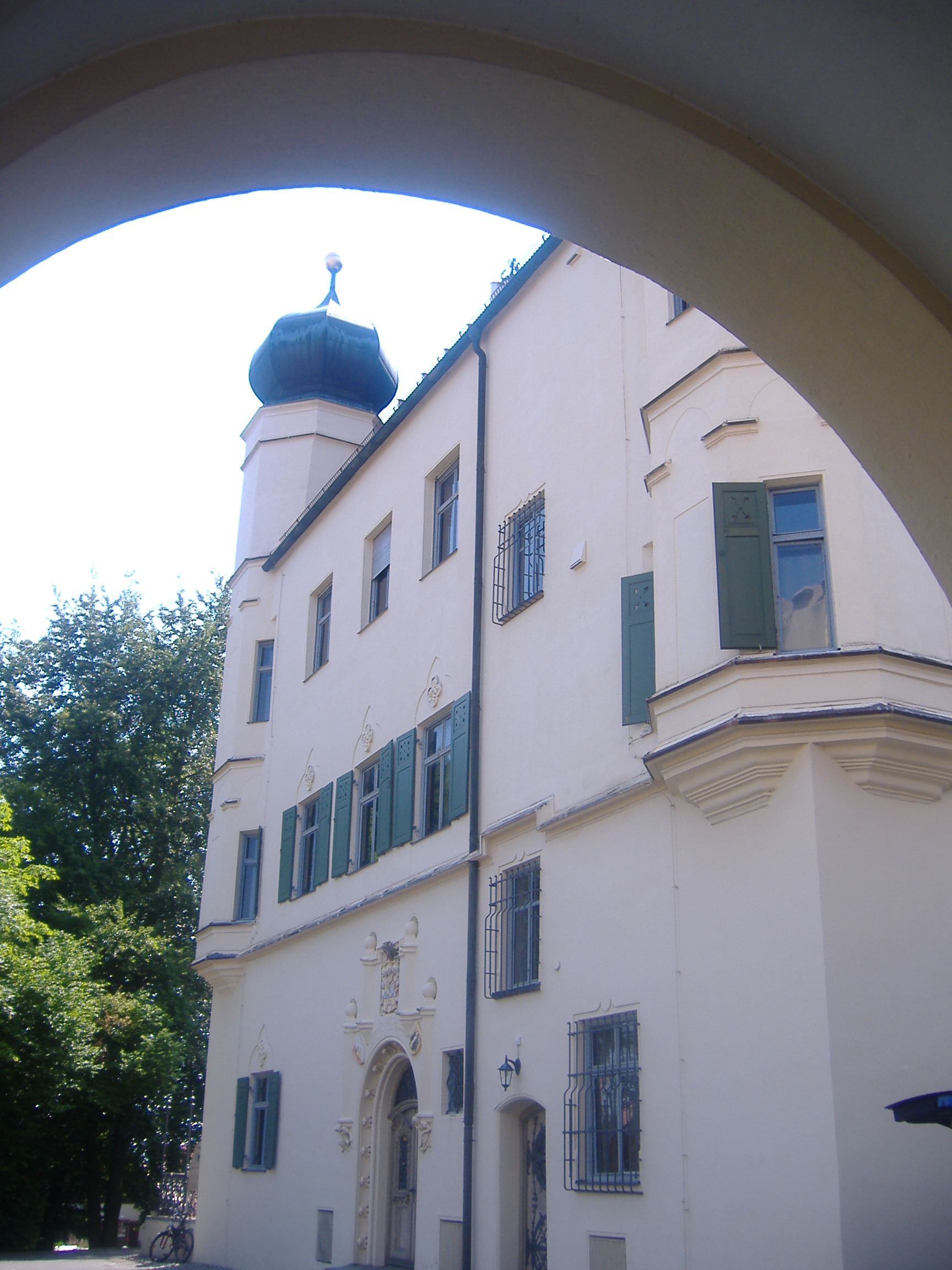
Ehemaliges Schloss derer von Schnurbein in Hurlach

## Namensträger
- Immo von Schnurbein (* 1938), Kapitän zur See a. D., Kommandant des Segelschulschiffs der Deutschen Marine Gorch Fock von April 1986 bis Dezember 1992, später Kapitän u. a. der Deutschland, der Bark Sea Cloud II und der Bark Alexander von Humboldt II
- Siegmar von Schnurbein (* 1941), deutscher Provinzialrömischer Archäologe
- Stefanie von Schnurbein (* 1961), deutsche Literaturwissenschaftlerin
- Katharina von Schnurbein (* 1973), Koordinatorin der Europäischen Kommission zur Bekämpfung von Antisemitismus
- Georg von Schnurbein (* 1977), deutscher Wirtschaftswissenschaftler